# Owosso (Míchigan)
Owosso es una ciudad ubicada en el condado de Shiawassee en el estado estadounidense de Míchigan. En el Censo de 2010 tenía una población de 15194 habitantes y una densidad poblacional de 1.092,45 personas por km².

## Geografía
Según la Oficina del Censo de los Estados Unidos, Owosso tiene una superficie total de 13.91 km², de la cual 13.54 km² corresponden a tierra firme y (2.64%) 0.37 km² es agua.

## Demografía
Según el censo de 2010, había 15194 personas residiendo en Owosso. La densidad de población era de 1.092,45 hab./km². De los 15194 habitantes, Owosso estaba compuesto por el 95.7% blancos, el 0.77% eran afroamericanos, el 0.51% eran amerindios, el 0.31% eran asiáticos, el 0.02% eran isleños del Pacífico, el 0.63% eran de otras razas y el 2.06% pertenecían a dos o más razas. Del total de la población el 3.9% eran hispanos o latinos de cualquier raza.

## Edificios de interés
- Curwood Castle

## Personalidades
- James Oliver Curwood, escritor y conservacionista